# Stinkriska
Stinkriska (Lactarius serifluus) är en svampart som först beskrevs av Augustin Pyrame de Candolle, och fick sitt nu gällande namn av Elias Fries 1838. Stinkriska ingår i släktet riskor och familjen kremlor och riskor.  Arten är reproducerande i Sverige. Inga underarter finns listade i Catalogue of Life.

## Källor

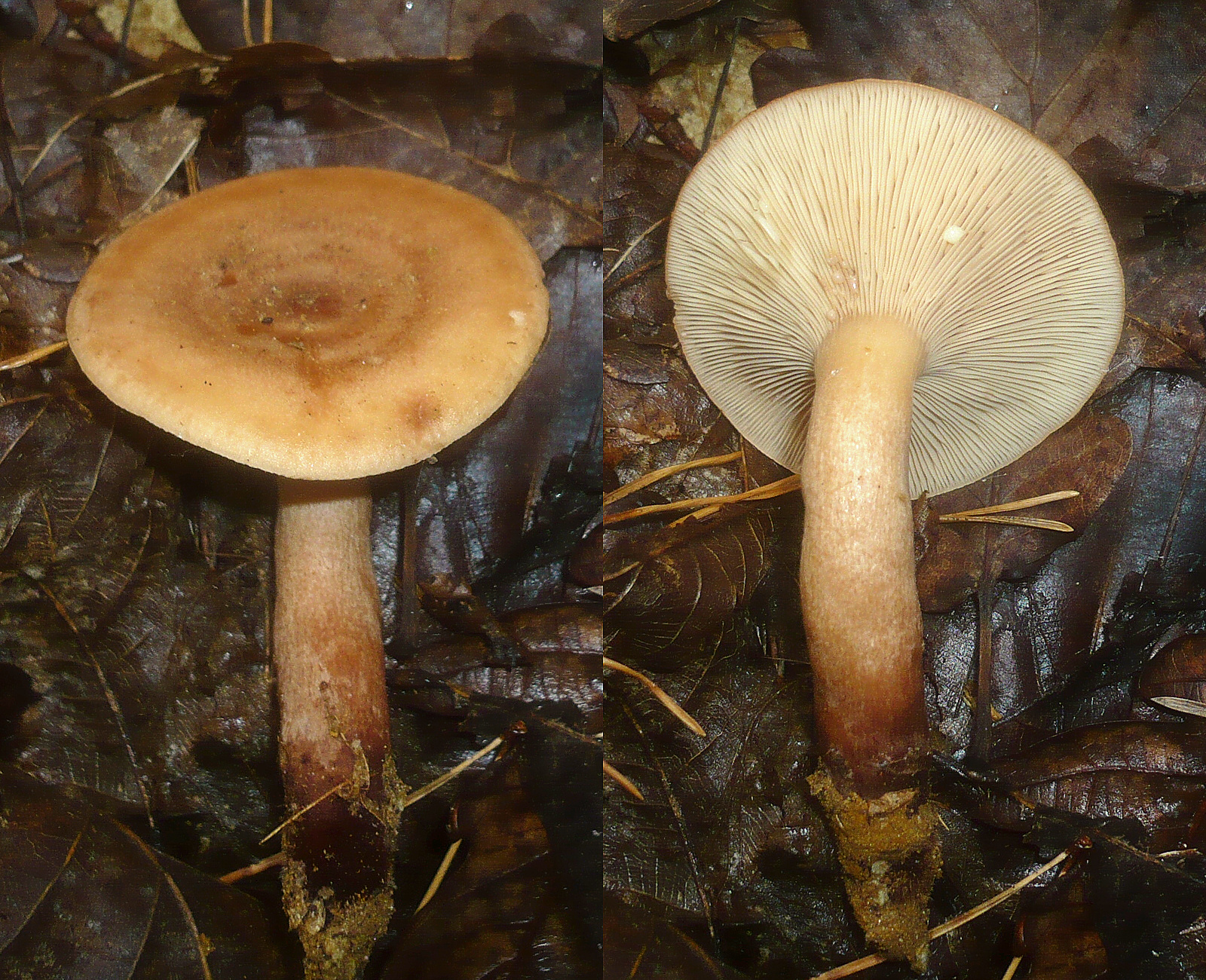
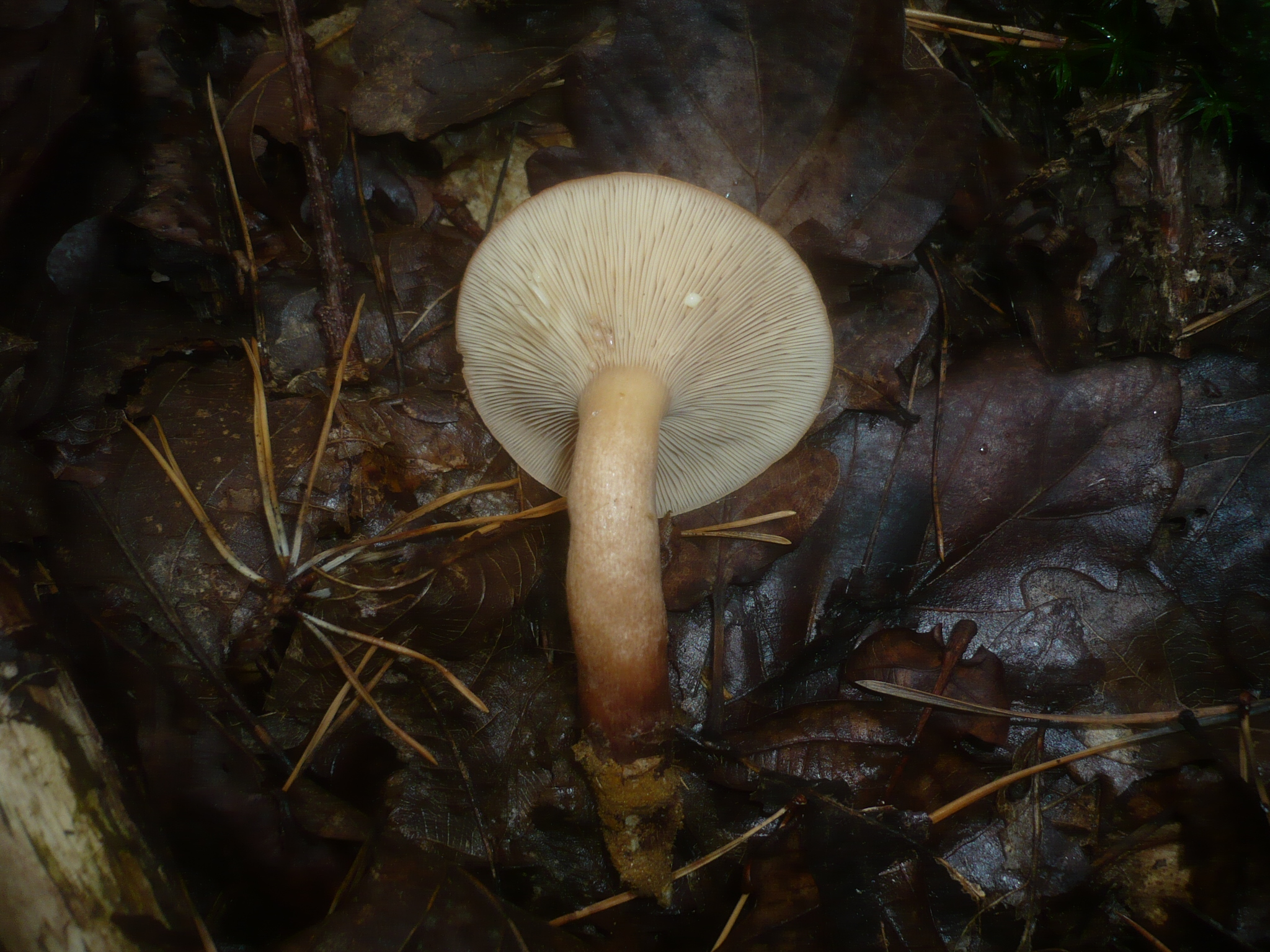
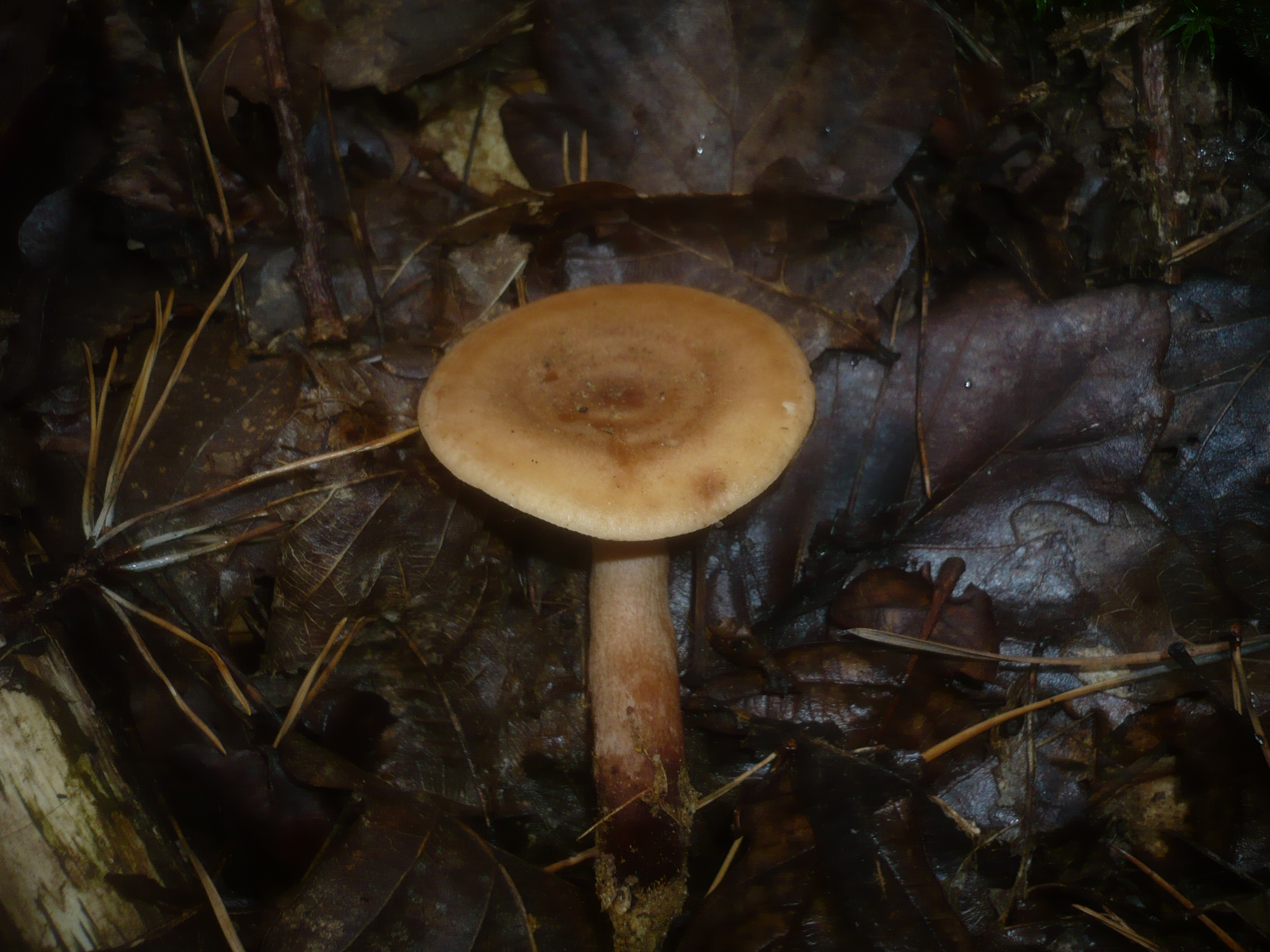
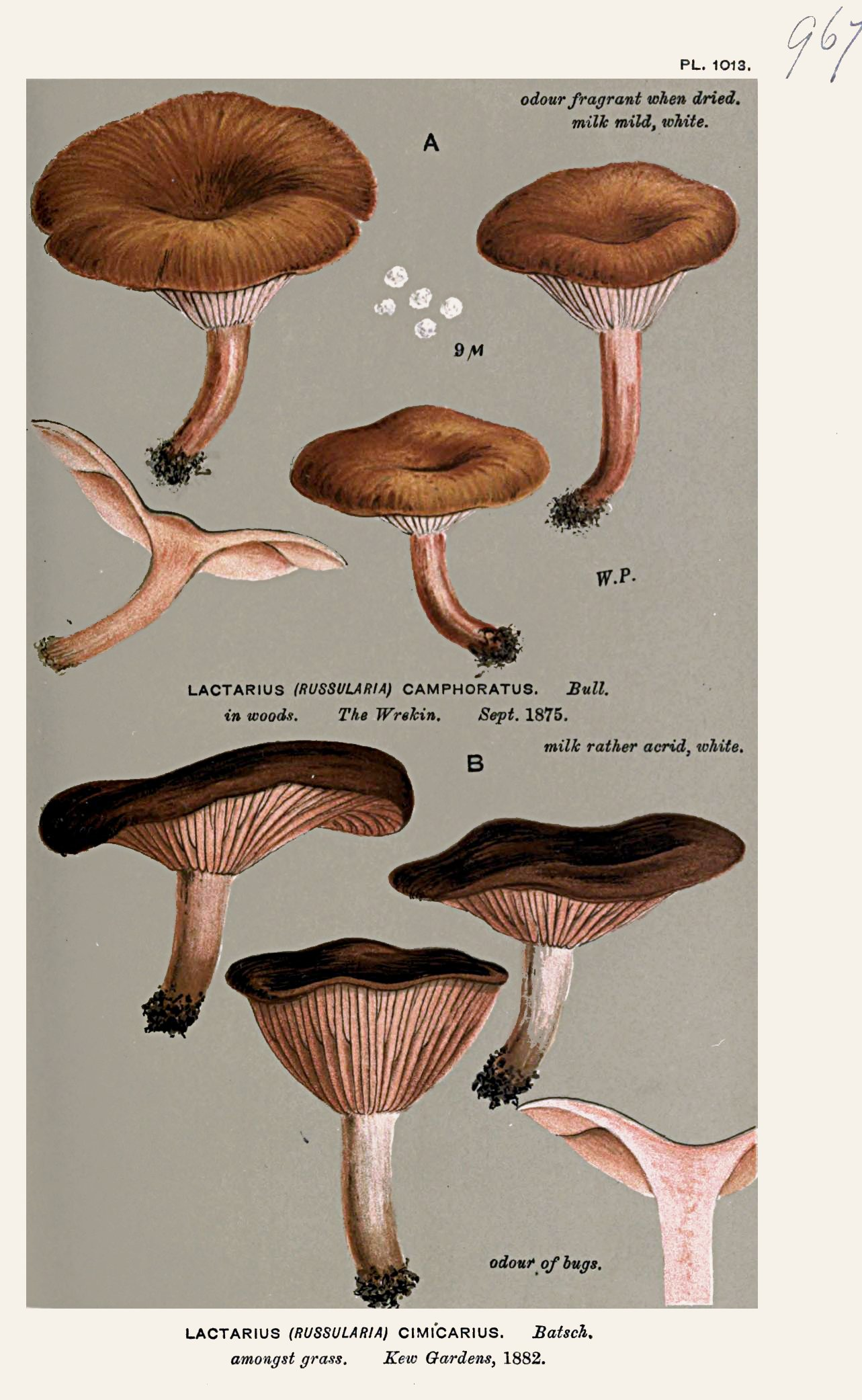
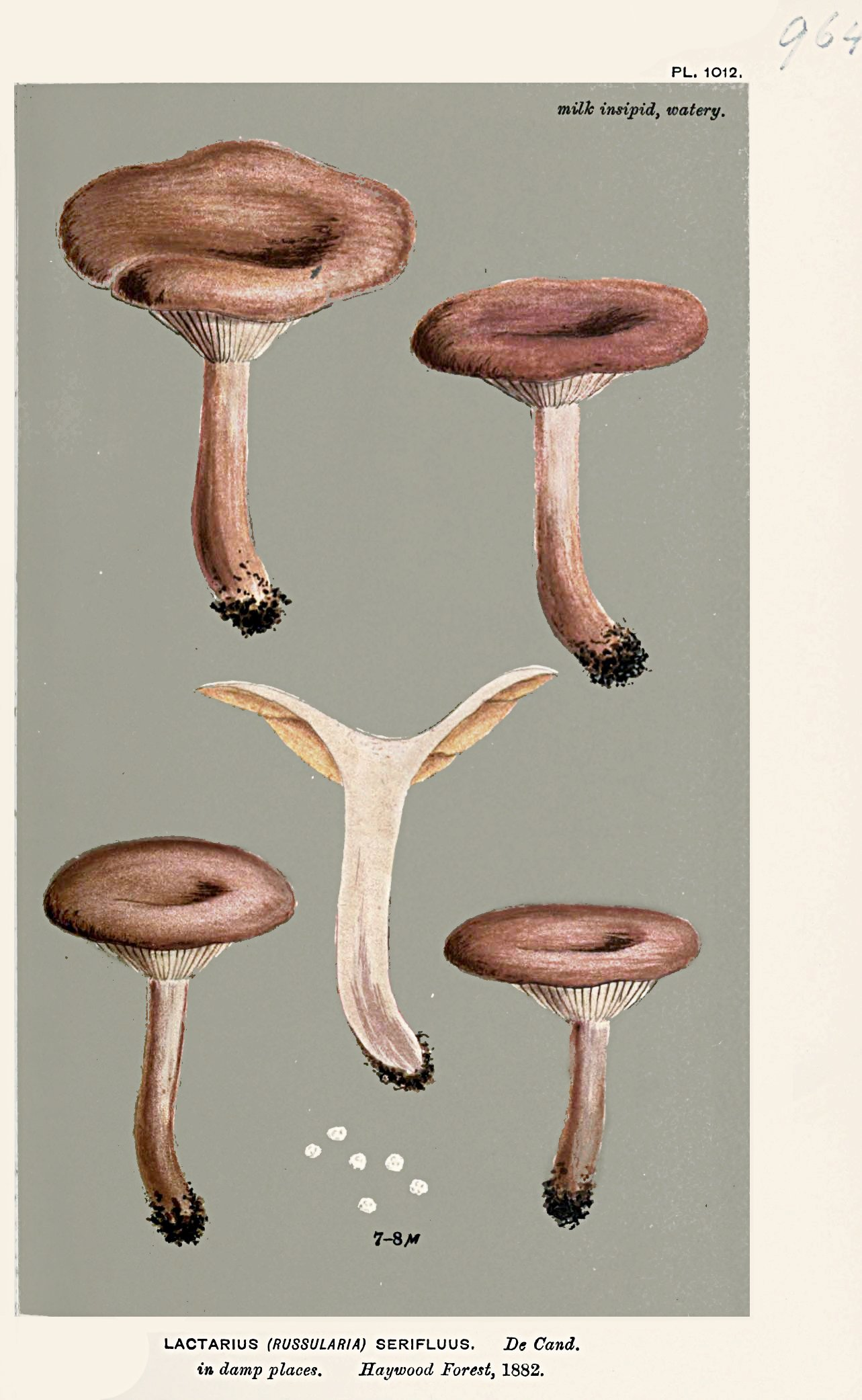
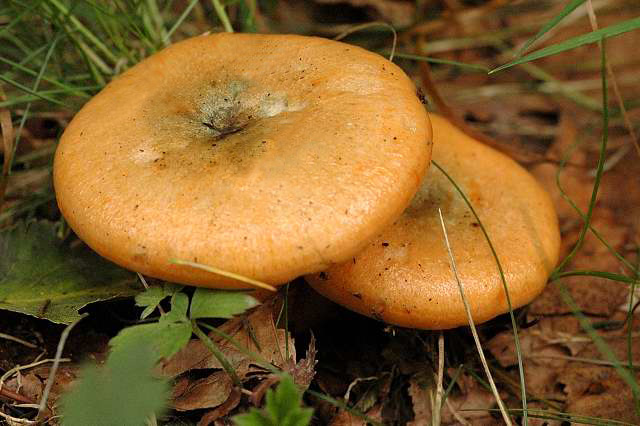
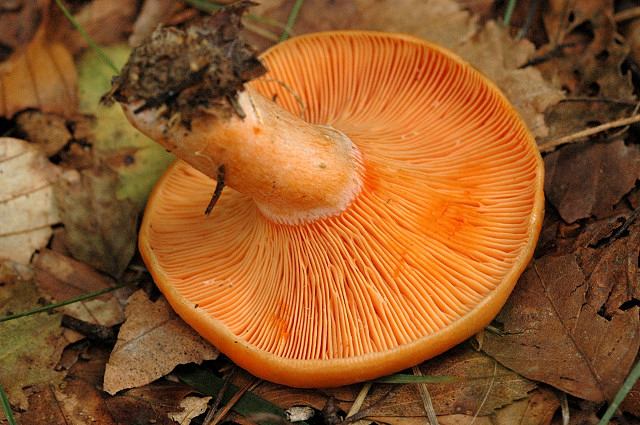
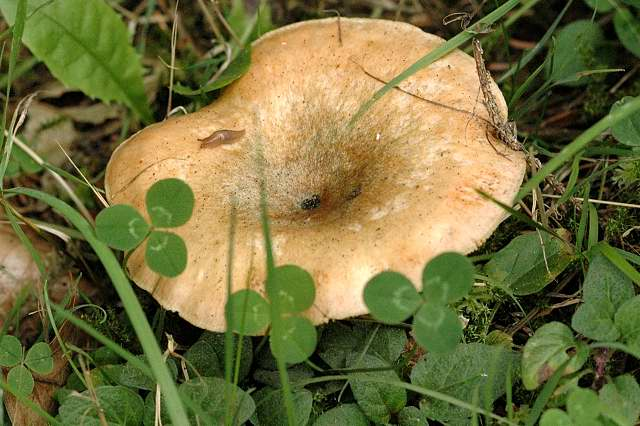